# رودخانه کوای
رودخانه کوای (به لاتین: Khwae Yai River) یک رود در تایلند است که در تایلند واقع شده‌است.